# Heiko Meyer
Heiko Meyer (n. 2 decembrie 1976, Dresda, RDG) este un săritor în apă german, medaliat olimpic. A participat la 2 ediții ale Jocurilor Olimpice (2000, 2004) în care a câștigat o medalie de bronz.